# ヴォルデンモート
もしかして
- ヴォルデモート

ではありませんか？